# Font dels Estudiants
La Font dels Estudiants és una obra de Sant Joan de les Abadesses (Ripollès) protegida com a Bé Cultural d'Interès Local.

## Descripció
Hi ha moltes incògnites sobre aquesta font: la data de construcció, l'origen del seu nom..., el que sí se sap és que l'aigua prové del mas la Fàbrega, situat uns metres més amunt a la falda de la muntanya de Sant Antoni.
La font està en una cavitat rectangular a un nivell inferior al del carrer. Calen unes escales per accedir-hi.